# Лоратадин
Лоратади́н (МНН) — блокатор H1-гистаминовых рецепторов, препарат длительного действия.
Лоратадин входит в перечень жизненно необходимых и важнейших лекарственных препаратов. Одобрен FDA в 1993 году.
На 2001 год являлся наиболее назначаемым в мире противоаллергическим препаратом с 1994 года (по данным компании IMS).

## Фармакологические свойства
Продолжительно блокирует H1-гистаминовые рецепторы. Подавляет высвобождение гистамина и лейкотриена С4 из тучных клеток. Предупреждает развитие и облегчает течение аллергических реакций. Обладает противоаллергическим, противозудным, противоэкссудативным действием. Уменьшает проницаемость капилляров, предупреждает развитие отека тканей, снимает спазмы гладкой мускулатуры. Противоаллергический эффект развивается через 30 мин, достигает максимума через 8-12 ч и длится 24 ч. Не влияет на центральную нервную систему и не вызывает привыкания (так как не проникает через гематоэнцефалический барьер).
Лекарственное взаимодействие
Ингибиторы CYP3A4 (в том числе кетоконазол, эритромицин), ингибиторы CYP3A4 и CYP2D6 (циметидин и др.) увеличивают концентрацию лоратадина в крови.

### Фармакокинетика
Быстро и полностью всасывается в желудочно-кишечном тракте. TCmax — 1,3-2,5 ч; прием пищи замедляет её на 1 ч. Cmax у пожилых людей возрастает на 50 %, при алкогольном поражении печени — с увеличением тяжести заболевания. Связь с белками плазмы — 97 %. Метаболизируется в печени с образованием активного метаболита дескарбоэтоксилоратадина при участии изоферментов цитохрома CYP3A4 и в меньшей степени CYP2D6. Css лоратадина и метаболита в плазме достигаются на 5 сутки введения. Не проникает через гематоэнцефалический барьер. T½ лоратадина — 3-20 ч (в среднем 8,4), активного метаболита — 8,8 — 92 ч (в среднем 28 ч); у пожилых пациентов соответственно — 6,7 — 37 ч (в среднем 18,2 ч) и 11-38 ч (17,5 ч). При алкогольном поражении печени T1/2 возрастает пропорционально тяжести заболевания. Выводится почками и с желчью. У пациентов с хронической почечной недостаточностью и при проведении гемодиализа фармакокинетика практически не меняется.

## Показания
Аллергический ринит (сезонный и круглогодичный), конъюнктивит, поллиноз, крапивница (в том числе хроническая идиопатическая), ангионевротический отек, зудящий дерматоз; псевдоаллергические реакции, вызванные высвобождением гистамина; аллергические реакции на укусы насекомых.
Противопоказания
Гиперчувствительность, период лактации, детский возраст до 2-х лет.
C осторожностью
Печеночная недостаточность, беременность.
Особые указания
В период лечения необходимо соблюдать осторожность при вождении автотранспорта и занятии другими потенциально опасными видами деятельности, требующими повышенной концентрации внимания и быстроты психомоторных реакций.
Сочетание антигистаминных препаратов с алкоголем усиливают во много раз действие этанола. Происходят дисульфирамоподобные реакции.

## Способ применения и дозы
Внутрь.
- Взрослым и детям старше 12 лет: по 10 мг (1 таблетка) 1 раз в день. Суточная доза 10 мг.
- Детям от 3 до 12 лет по 5 мг (1/2 таблетки) 1 раз в день. Суточная доза — 5 мг.
- Детям с массой тела более 30 кг — по 10 мг препарата 1 раз в сутки. Суточная доза — 10 мг.

## Побочные эффекты
Большинство побочных эффектов проявляются в редких случаях (менее 1 на 10 000). В качестве побочных реакций при приеме препарата могут возникнуть следующие явления:
- анафилактический шок;
- кожная сыпь;
- выпадение волос;
- головокружения;
- головная боль;
- ощущение разбитости и усталости;
- сонливость;
- судороги;
- нервозность;
- увеличение частоты сердечных сокращений;
- аритмия;
- тошнота;
- ощущение сухости во рту;
- воспаление слизистой желудка;
- ухудшение функций печени.

Чаще всего при приеме препарата наблюдается сонливость (у взрослых) и головная боль (у детей).

## Передозировка
Симптомы
Сонливость, тахикардия, головная боль.
Лечение
Промывание желудка, прием активированного угля.

## Особые указания
Рекомендуется отменить лечение не менее чем за 1 неделю до проведения кожной пробы на аллергены.

### Законодательное регулирование
В США и Великобритании лоратадин — единственный препарат класса блокаторов H1-гистаминовых рецепторов длительного действия, отпускаемый без рецепта.